# Berbea
Berbea es un despoblado que actualmente forma parte del concejo de Barrio, que está situado en el municipio de Valdegovía, en la provincia de Álava, País Vasco (España).

## Toponimia
A lo largo de los siglos ha sido conocido con los nombres de Berbea, Berbeia y Verbea.

## Historia
Documentado desde el 26 de diciembre de 955, en una relación del conde Fernán González, se desconoce el momento de su despoblamiento.
Actualmente sus tierras son conocidas con el topónimo de Berbea.